# خريطة الاقتطاع
خريطة الاقتطاع (بالإنجليزية: Restriction map)‏ هي خريطة لمواقع الاقتطاع المعروفة ضمن تسلسل من الحمض النووي. يتطلب تعيين الاقتطاع استخدام إنزيمات الاقتطاع. في علم الأحياء الجزيئي، تستخدم خرائط الاقتطاع كمرجع لهندسة البلازميدات أو غيرها من القطع القصيرة نسبياً من الحمض النووي، وأحياناً للحمض النووي الجينومي الأطول. هناك طرق أخرى لتعيين المعالم على الحمض النووي لجزيئات الحمض النووي ذات الطول الأطول، مثل رسم الخرائط عن طريق التنبيغ.
تتمثل إحدى الطرق في بناء خريطة اقتطاع لجزيء الحمض النووي في تسلسل الجزيء بأكمله وتشغيل التسلسل من خلال برنامج كمبيوتر سيجد مواقع التعرف الموجودة لكل إنزيم اقتطاع معروف.
قبل أتمتة التسلسل، كان من المكلف للغاية تسلسل شريط الحمض النووي بأكمله. للعثور على المواضع النسبية لمواقع الاقتطاع على البلازميد، تُستخدم تقنية تتضمن هضم اقتطاع مفرد ومزدوج. بناء على أحجام شظايا الحمض النووي الناتجة، يمكن استنتاج مواقع المواقع. يعد تعيين الاقتطاع تقنية مفيدة للغاية عند استخدامها لتحديد اتجاه الإدراج في متجه الاستنساخ، عن طريق تعيين موضع موقع اقتطاع خارج المركز في الإدخال.

## نهج
يتطلب الإجراء التجريبي أولاً حصة من الحمض النووي البلازميد المنقى (انظر الملحق) لكل هضم ليُشغل. ثم تُجرى عملية الهضم مع كل إنزيم (إنزيمات) مختار. تُشغل العينات الناتجة لاحقاً على هلام رحلان كهربائي، عادة على هلام الأغاروز.
الخطوة الأولى بعد الانتهاء من الكهربائي هي إضافة أحجام الشظايا في كل حارة. يجب أن يكون مجموع الأجزاء الفردية مساوياً لحجم الجزء الأصلي، ويجب أيضا أن تكون أجزاء كل جزء من الملخص بنفس حجم بعضها البعض. إذا لم تُضاف أحجام الأجزاء بشكل صحيح، فهناك مشكلتان محتملتان. في إحدى الحالات، قد تكون بعض الأجزاء الأصغر قد نفدت من نهاية الجل. يحدث هذا بشكل متكرر إذا شُغل الجل لفترة طويلة. المصدر الثاني المحتمل للخطأ هو أن الجل لم يكن كثيفاً بدرجة كافية وبالتالي لم يكن قادراً على حل الشظايا القريبة من الحجم. هذا يؤدي إلى عدم وجود فصل للشظايا التي كانت قريبة الحجم. إذا كانت جميع عمليات الهضم تنتج شظايا تضيف واحدة، فقد يستنتج موقع مواقع اقتطاع النوكلياز عن طريق وضعها في بقع على جزء الحمض النووي الأصلي الذي من شأنه أن يلبي أحجام الأجزاء التي تنتجها جميع عمليات الهضم الثلاثة.
تمسخ سريع وإعادة إنتاج تحضير الحمض النووي الخام عن طريق التحلل القلوي للخلايا والتحييد اللاحق.
في هذه التقنية تُحلل الخلايا في الظروف القلوية. تُغيّر طبيعة الحمض النووي في الخليط (فصل الخيوط) عن طريق تعطيل الروابط الهيدروجينية بين الشريطين. يخضع الحمض النووي الجينومي الكبير للتشابك ويبقى مشوهاً عندما يُخفض الرقم الهيدروجيني أثناء التحييد. بعبارة أخرى، تعود الخيوط معاً بطريقة مضطربة، وتتزاوج بشكل عشوائي. ستبقى خيوط البلازميدات الدائرية فائقة الالتفاف محاذاة بشكل وثيق نسبياً وستعاد طبيعتها بشكل صحيح. ومن ثم، يكون الحمض النووي الجيني ركيماً غير قابل للذوبان، وتترك البلازميدات فائقة الالتفاف في محلول. ويمكن أن يتبع ذلك استخلاص الفينول لإزالة البروتينات والجزيئات الأخرى. ثم يمكن أن يتعرض الحمض النووي لترسيب الإيثانول لتركيز العينة.